# Oxyepoecus
Oxyepoecus là một chi côn trùng thuộc họ Formicidae. Chi này có các loài sau:
- Oxyepoecus bruchi
- Oxyepoecus daguerrei
- Oxyepoecus inquilina